# Bolat Schumadilow
Bolat Nuretdinuly Schumadilow (kasachisch Болат Нұретдинұлы Жұмаділов; * 22. April 1973 in Taras) ist ein kasachischer Boxer.

## Laufbahn
Schumadilow konnte sich bei drei aufeinander folgenden Amateurweltmeisterschaften in den Medaillenrängen platzieren: 1995 wurde er in Berlin Zweiter im Fliegengewicht, er verlor den Endkampf gegen Zoltan Lunka. Bei der Weltmeisterschaft 1997 in Budapest belegte er einen dritten Platz, gewann aber schließlich 1999 bei den Titelkämpfen in Houston doch noch den Weltmeistertitel.
Bei den Olympischen Spielen 1996 in Atlanta und den Olympischen Spielen 2000 in Sydney gewann er jeweils eine Silbermedaille im Fliegengewicht. 1996 verlor er das Finale gegen den Kubaner Maikro Romero knapp 11–12 nach Punkten, nachdem er sich im Halbfinale gegen Zoltan Lunka hatte durchsetzen können. Bei den Spielen im Jahr 2000 besiegte er im Viertelfinale den späteren Profiweltmeister Wachtang Dartschinjan aus Armenien, im Endkampf unterlag er dem Thailänder Wijan Ponlid.
Außerdem gewann Schumadilow während seiner Karriere die Asienmeisterschaft 1994 im Halbfliegengewicht (-48 kg) und 1995 im Fliegengewicht (-51 kg). 1999 gewann er die Bronzemedaille der Asienmeisterschaften.
| Personendaten    | Personendaten                                                                                  |
| ---------------- | ---------------------------------------------------------------------------------------------- |
| NAME             | Schumadilow, Bolat                                                                             |
| ALTERNATIVNAMEN  | Schumadilow, Bolat Nuretdinuly (vollständiger Name); Жұмаділов, Болат Нұретдинұлы (kasachisch) |
| KURZBESCHREIBUNG | kasachischer Boxer                                                                             |
| GEBURTSDATUM     | 22. April 1973                                                                                 |
| GEBURTSORT       | Taras                                                                                          |